# Furtună pe Windhaven
Furtună pe Windhaven (titlu original Windhaven) este un roman science-fiction și fantasy scris de romancierul și scenaristul George R. R. Martin și de scriitoarea Lisa Tuttle. Romanul este o colecție de povestiri scurte compilate și publicate pentru prima oară împreună în 1981 de Simon and Schuster. Mai târziu a fost retipărit de Bantam Spectra în ediție cartonată în 2001 și în ediție broșată în 2003. Romanul Furtună pe Windhaven a fost nominalizat pentru Premiul Locus pentru cel mai bun roman științifico-fantastic în 1982.

## Conținut
Romanul este împărțit în trei părți, cărora li se adaugă un prolog și un epilog.
- Prolog
- Partea întâi: Furtuni (en. Storms)
  - această secțiune a fost publicată pentru prima dată în 1975 ca povestire independentă, cu titlul The Storms of Windhaven, în numărul din mai al revistei Analog Science Fiction/Science Fact
- Partea a doua: Parvenitul (en. One-Wing)
  - această secțiune a fost publicată pentru prima dată în 1980 ca povestire independentă în numerele din ianuarie și februarie ale aceleiași reviste, într-o formă ușor diferită
- Partea a treia: Prăbușirea (en. The Fall)
- Epilog

## Fundal
Romanul prezintă evenimentele care au loc pe planeta fictivă Windhaven. Locuitorii planetei sunt descendenți ai unor călători umani care s-au prăbușit pe planeta Windhaven înainte de evenimentele relatate în carte. După accident, supraviețuitorii s-au răspândite pe mai multe insule din această lume acoperită aproape în întregime de ape. Pentru a păstra liniile precare de comunicare peste uriașele mări, populația umană de pe Windhaven a construit aripi din materialele de pe epava navei prăbușite, pe care zbutătorii le pot folosi pe termen nedefinit zburând în atmosfera planetară extrem de agitată din cauza vânturilor. 
După secole de folosire a acestei practici ca mijloc principal de menținere a unui contact continuu, zburătorii de pe Windhaven au format într-o clasă socială separată de toate celelalte. Ei păstrează controlul asupra aripilor pe care le trec mai departe în cadrul familiilor lor, ceea ce face ca niciun locuitor de pe Windhaven care nu s-a născut într-o familie de zburători să nu poată spera vreodată că le va purta.

## Intriga

Coperta romanului Windhaven, (C) Simon and Schuster 1981

Maris, fiica unor oameni săraci, este adoptată de zburătorul Russ. Odată cu împlinirea vârstei de treisprezece ani primește aripile acestuia și își începe viața de zburător, ducând mesaje de la o insulă de pe Windhaven la alta. Dar Russ și soția lui reușesc, în cele din urmă, să aibă propriul copil. Coll, cum este numit băiatul, este moștenitorul de drept al aripilor și, când el va împlini treisprezece ani, Maris va trebui să renunțe la zbor în favoarea lui. Fata nu dorește acest lucru, mai ales că este o zburătoare foarte bună, în timp ce Coll este atras de viața de cântăreț. Dar legile sunt foarte stricte în casta zburătorilor, așa încât singura șansă a lui Maris este să convoace un Consiliu în care să-și susțină cauza. Ea ridică problema zburătorilor ereditari care, deoarece nu au moștenit și talentul părinților lor, se prăbușesc în ocean și fac pierdute aripi prețioase. De asemenea, îi atrage de partea ei pe părinții care au trebuit să-și cedeze aripile doar pentru că fii sau fiicele lor au împlinit treisprezece ani. În final, beneficiind și de susținerea lui Russ, Maris reușește să determine schimbarea legii și-și păstrează aripile.
Demersul ei se concretizează în înființarea unor academii de zbor în care sunt instruiți și copiii „înrădăcinaților”, aceștia beneficiind de posibilitatea de a-i provoca la întrecere pe zburătorii existenți și de a le lua aripile în cazul unei victorii. Maris susține cu toată fervoarea academiile, dar majoritatea acestora ajung să se închidă după șapte ani de insuccese. Singura academie rămasă, al cărei sediu este pe insula vestică Colțul Mării, își joacă ultima carte, iar Maris este pusă în fața unei dileme: dintre candidați, cei doi care au cele mai mari șanse de câștig sunt un băiat care a provocat sinuciderea unei zburătoare și o fată care-l provoacă pe unul dintre cei mai buni prieteni ai lui Maris. Pe de altă parte, ea vede cum cei doi candidați sunt supuși oprobriului zburătorilor, care nu se dau înapoi de la nimic pentru a-i împiedica să câștige. În final alege să-i susțină pe tinerii aspiranți, iar aceștia își câștigă aripile.
Peste alți ani, în timpul unui zbor pe insula Thayos, Maris este doborâtă de furtună și suferă un accident grav care pune capăt carierei ei de zburător. Vestea este prea grea pentru a o suporta și femeia trece printr-o criză existențială. Alături îi stau vindecătorul din Thayos, Evan, și fratele ei, Coll, devenit un cântăreț celebru. Dar conducătorul insulei Thayos este dornic de război și vrea să subjuge insulele învecinate. O zburătoare îi zădărnicește planurile, modificând mesajele prin care Insularul cerea sprijinul altor insule. Aflând acest lucru, Insularul o condamnă la moarte, încălcând grav codul zburătorilor, care specifică faptul că un zburător poate fi judecat doar de semenii lui. Dar, cum zburătoarea cu pricina provenea dintr-o familie de înrădăcinați, gestul provoacă o schismă în rândul zburătorilor între zburătorii ereditari și cei proveniți din familii de înrădăcinați. Singura șansă de rezolvare a conflictului stă în mâinile lui Maris, care reușește să împace cele două tabere și să provoace revolta locuitorilor din Thayos împotriva tiranicului lor Insular. Găsindu-și un nou țel în viață, Maris pleacă împreună cu Evan pentru a conduce academia de zbor de la Colțul Mării.

## Lista personajelor
- Maris - fiică de pescar rămasă orfană, este adoptată de zburătorul Russ căpătând dreptul de a deveni, la rândul ei, zburător al insulei Mica Amberly; ulterior ajunge o susținătoare a dreptului oricărui locuitor de pe Windhaven de a concura pentru obținerea aripilor, punând capăt tradiției de transmitere ereditară a acestora
- Dorrel - zburător al insulei Laus, prieten apropiat (chiar intim, pentru o perioadă de timp)al lui Maris, pe care o susține în tentativa ei de a-și păstra aripile
- Coll - fiul natural al lui Russ și frate vitreg al lui Maris; deși are dreptul de a moșteni aripile de la tatăl său, renunță la ele pentru o carieră de cântăreț, devenind unul dintre cei mai apreciați interpreți de cântece de pe Windhaven
- Val O-Aripă - înrădăcinat din insulele estice care urmează academia de zbor pentru a deveni zburător; firea lui agresivă și faptul că victoria sa a determinat sinuciderea unei zburotpare îi atrage antipatia zburătorilor ereditari, dar talentul său și susținerea primită din partea lui Maris îl ajută să obțină aripile
- S'Rella - înrădăcinată din insulele sudice care urmează cursurile de zbor și reușește să-și câștige aripile; este prietenă bună cu Val și cu Maris
- Barrion - cel mai bun cântăreț de pe Windhaven al vremurilor sale; îl ia ca ucenic pe Coll, fratele lui Maris
- Evan - vindecător de pe insula Thayos care o ajută pe Maris să se refacă după accidentul de zbor pe care-l suferă; ulterior devine iubitul și soțul lui Maris
- Corm - zburător de pe Mica Amberly, unul dintre cei mai înverșunați dușmnai ai tentativei lui Maris de a schimba tradiția; își pierde aripile în confruntarea cu Val O-Aripă
- Russ - zburător de pe Mica Amberly, tatăl natural al lui Coll și tatăl adoptiv al lui Maris
- Sena - conducătoarea academiei de zbor de pe Colțul Mării în perioada în care Val și S'Rella și-au dobândit aripile
- Shalli - zburătoare din Mica Amberly, care va deveni soția lui Corm
- Garth - zburător din insula Skulny, jovial și bun bucătar; firea sa de gurmand îi provoacă probleme de sănătate și creșterea necontrolată în greutate, ceea ce va duce la pierderea aripilor în confruntarea cu S'Rella
- Bari - fiica lui Coll

## Opinii critice
SF Site apreciază că „autorii au făcut o treabă excelentă prezentând problemele pe care le generează schimbarea culturală” și că, deși nu este un roman complex și nu se poate compara cu Urzeala tronurilor, cititorii vor fi „surprinși de eficacitatea sa”. Aceeași idee este subliniată și de Bookshelf Bombshells, care crede că „mesajul principal din Furtună pe Windhaven este acela că e foarte, foarte greu de prevăzut care vor fi consecințele acțiunilor tale”.
Infinity Plus, pe de altă parte, consideră că romanul nu se ridică la standardul altor scrieri ale celor doi cititori, dar laudă „impactul emoțional al ideii principale, reușita caracterizărilor și forța derulării celor trei povestiri”. Într-o notă similară, Publishers Weekly remarcă: „Cu o intrigă bine construită (cu câteva mici scăpări de logică) prezentată într-o proză specifică genului fantasy, cartea îi va atrage cititorii tineri”.

## Vezi și
- 1981 în științifico-fantastic